# Cityjet (Irland)
Cityjet, Eigenschreibweise CityJet, ist eine irische Fluggesellschaft mit Sitz in Dublin und Basis auf dem Flughafen Dublin. Sie ist ein Kooperationspartner der Air France, der SAS und der Lufthansa.

## Geschichte

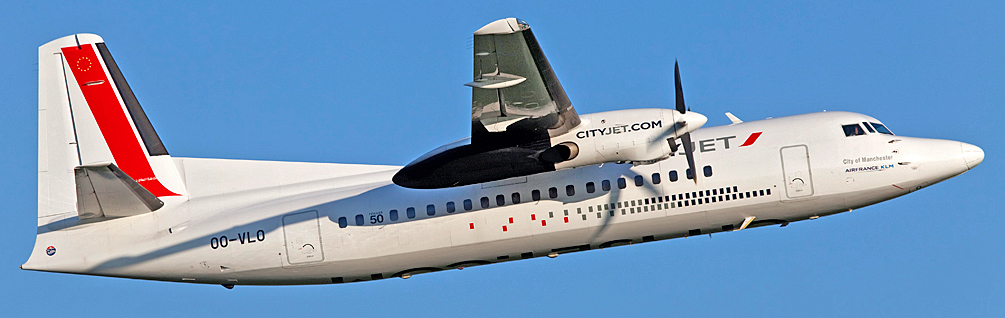
Fokker 50 der Cityjet im Jahr 2010

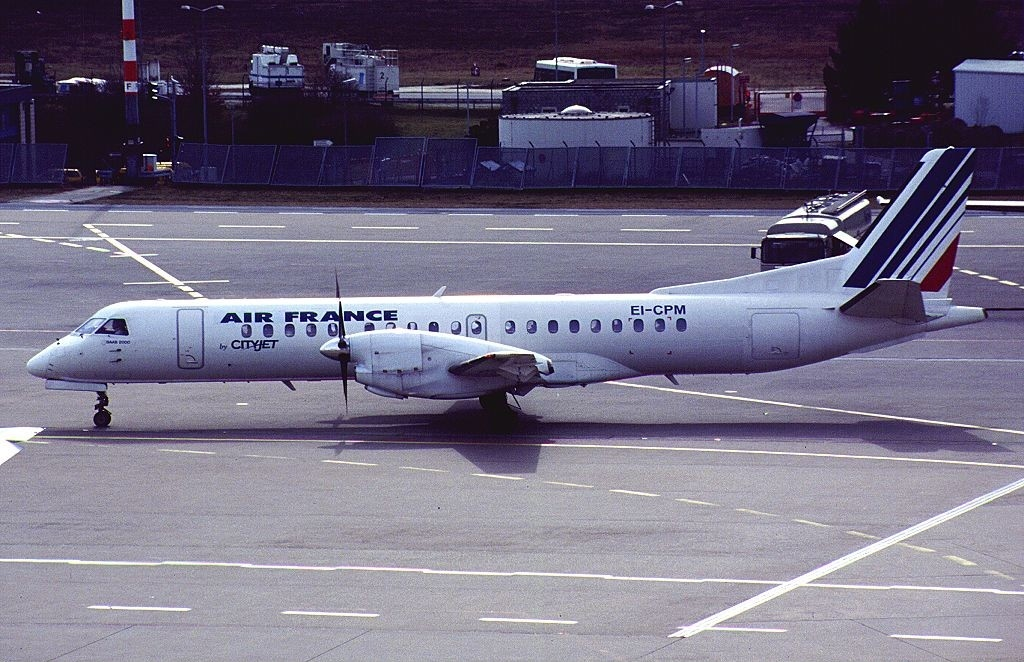
Saab 2000 der Cityjet, betrieben für Air France

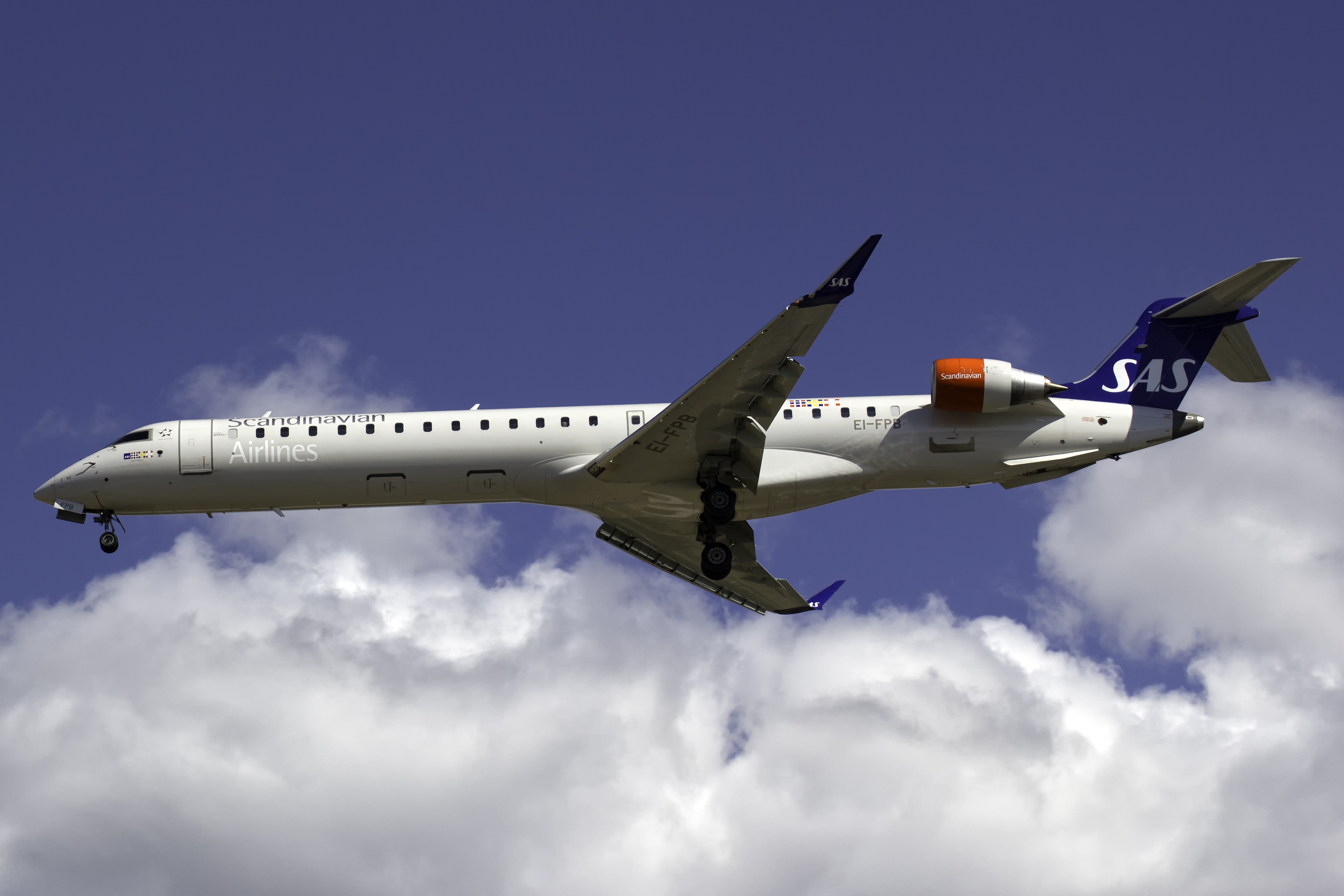
Bombardier CRJ900LR der Cityjet, betrieben für SAS

Cityjet wurde von Pat Byrne im Jahre 1992 gegründet und begann 1994 mit dem Flugbetrieb. Die erste Route war vom London City Airport nach Dublin anlässlich eines Franchise-Abkommens mit Virgin Atlantic Airways. Ab Juli 1997 wurde die Route unter eigenem Namen und Farbschema bedient. Gleichzeitig begann die Zusammenarbeit mit Air France und Cityjet flog für diese die Verbindung von Paris nach London City.
Im Jahr 1999 beteiligte sich Air France zusammen mit Air Foyle Ireland mit 25 % an Cityjet. Im Jahr 2000 übernahm Air France zu 100 % die Fluggesellschaft. Ende Mai 2009 wurde die von der Mutter Air France 2007 erworbene VLM Airlines vollständig in das Erscheinungsbild der Cityjet integriert und operierte unter deren Namen. Am Flughafen Paris-Charles-de-Gaulle sowie am Flughafen Paris-Orly betrieb Cityjet einen Crew- und Flugzeugservice für Air France und deren Netzwerk-Partner.
Von 2008 bis 2013 flog auch Suckling Airways Verbindungen für Cityjet unter deren Farbschema. Cityjet erwirtschaftete 2012 einen Umsatz von 300 Millionen Euro.
Im März 2013 wollte Air France-KLM Cityjet verkaufen und befand sich dazu in fortgeschrittenen Gesprächen mit mehreren Interessenten. Um den Verkauf zu vereinfachen, flog Cityjet seit Oktober 2013 außerhalb des Flughafens Paris-Charles-de-Gaulle nicht mehr als Franchise-Unternehmen von Air France, sondern betrieb die Flüge unter eigenem Namen auf Codeshare-Basis.
Im Dezember 2013 wurden Cityjet und deren Partner VLM Airlines an die deutsche Intro Aviation von Hans Rudolf Wöhrl verkauft. Im Januar 2014 gab Wöhrl bekannt, dass Cityjet mittelfristig mit InterSky zu einer neuen Gesellschaft fusioniert werden sollte, was jedoch wieder fallen gelassen wurde. Im Juli 2014 gab Intro Aviation zahlreiche Änderungen bei Cityjet bekannt. So wurde der Firmensitz in Dublin zentralisiert, ebenso wurde der Markenauftritt der Gesellschaft erneuert.
Anfang Oktober 2015 gab Cityjet eine umfangreiche Zusammenarbeit mit SAS Scandinavian Airlines bekannt. So wolle man zukünftig mehrere Maschinen im Wet-Lease für diese auf Strecken innerhalb Skandinaviens betreiben und zudem von SAS deren finnische Tochtergesellschaft Blue1 kaufen. Darüber hinaus wurde Cimber ebenfalls an Cityjet übergeben, die nun die Bombardier CRJ900 für SAS betreibt. Außerdem wurden zehn Maschinen bei Bombardier bestellt.
Am 24. März 2016 wurde die Gesellschaft durch ihren einstigen Gründer Pat Byrne und ein Konsortium aus mehreren Privatinvestoren für einen ungenannten Kaufbetrag von der Intro Aviation zurückerworben.
Im April 2020 gab Cityjet ihre Überschuldung bekannt. Die Corona-Krise und der anhaltend hohe Schuldenstand führten dazu, dass sich die Airline am 17. April 2020 in den Gläubigerschutz begeben hat.
Im Oktober 2023 fusionierte Cityjet mit Air Nostrum. Die neue Dachgesellschaft nennt sich Strategic Alliance of Regional Airlines (SARA). Die Air−Nostrum−Teilhaber erhalten 80 % der neuen Gesellschaft, die Cityjet−Teilhaber 20 %.

## Flugziele
Cityjet führt Regionalflüge mit Fokus auf Westeuropa durch.
Stillgelegte Linien waren zum 29. Juni 2015 die Strecke Edinburgh–Cardiff wegen zu geringer Wirtschaftlichkeit, dazu wurde zum 13. September 2015 die Strecke Dresden–London City wegen zu geringer Nachfrage eingestellt.

## Flotte

### Aktuelle Flotte
Mit Stand April 2025 besteht die Flotte der Cityjet aus 21 Flugzeugen mit einem Durchschnittsalter von 11,4 Jahren:

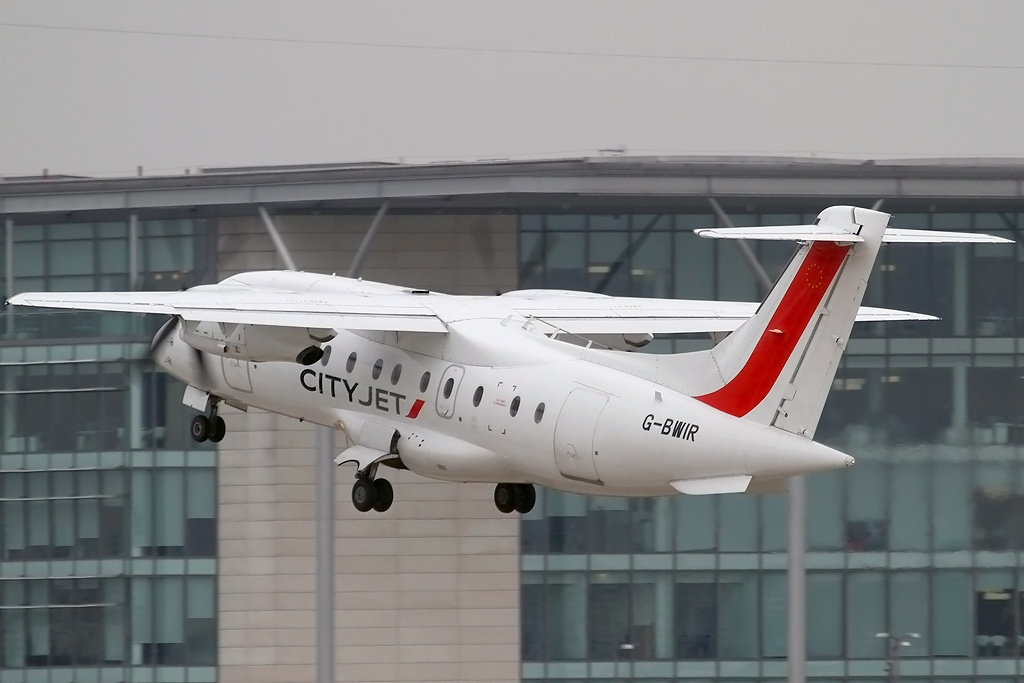
Dornier 328-110 der Cityjet

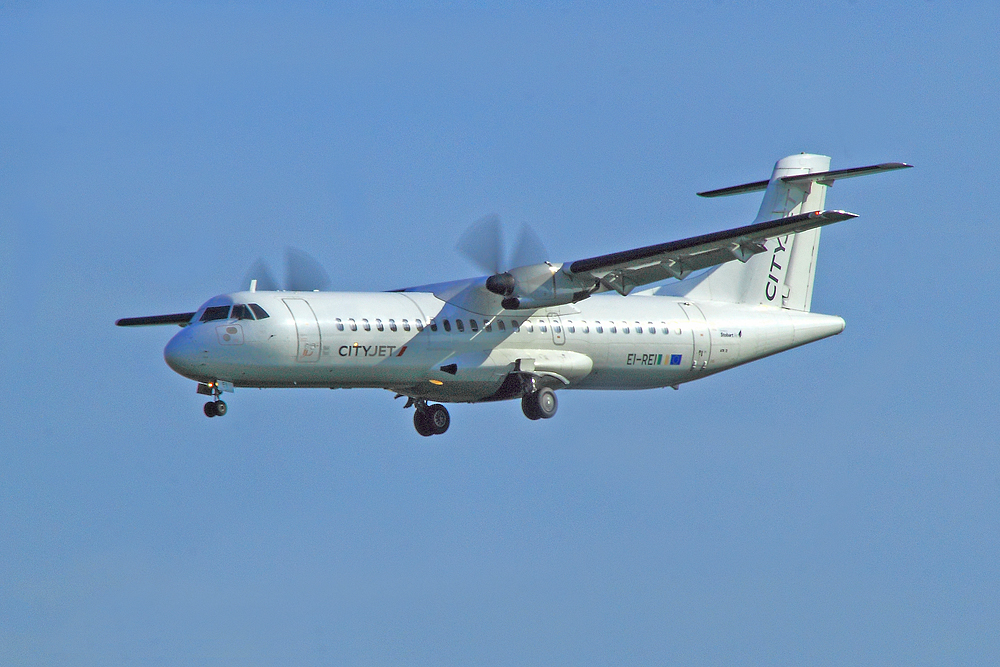
ATR72 der Cityjet

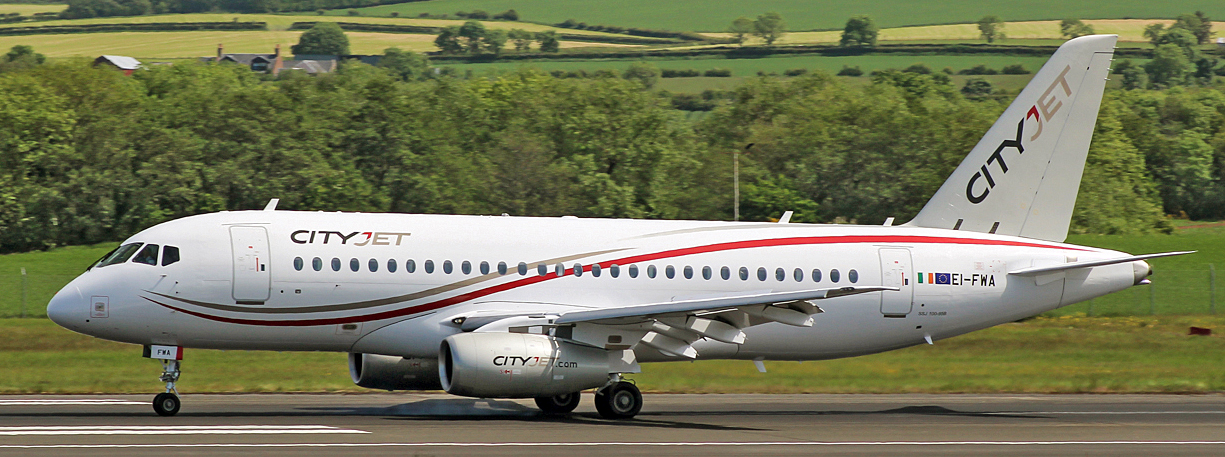
Suchoi Superjet 100-95 der Cityjet

| Flugzeugtyp         | Anzahl | bestellt | Anmerkungen                                              | Sitzplätze | Durchschnittsalter |
| ------------------- | ------ | -------- | -------------------------------------------------------- | ---------- | ------------------ |
| Bombardier CRJ-900  | 16     | 4        | eine inaktiv; 13 betrieben für SAS Scandinavian Airlines | 88 90      | 10,5 Jahre         |
| Bombardier CRJ-1000 | 05     |          |                                                          | 100        | 14,0 Jahre         |
| Gesamt              | 21     | 4        |                                                          |            | 11,4 Jahre         |

### Ehemalige Flugzeugtypen
Am 7. Januar 2019 führte CityJet den letzten kommerziellen Flug mit einer Suchoi Superjet 100 aus russischer Produktion durch. Die einst am 13. Oktober 2015 bestellten und am 25. Mai 2016 ausgelieferten 7 von 15 bestellten Maschinen (bei 16 weiteren Optionen) waren ab März 2017 einzig für Brussels Airlines betrieben worden. Nachdem der Leasingnehmer den Vertrag nicht verlängert und sich mit den Maschinen unzufrieden gezeigt hatte, legte Cityjet das Baumuster still. Grund für die Klagen war die schlechte Ersatzteilversorgung durch den Hersteller.
Die letzte Avro RJ85 (Kennzeichen EI-RJF) der Cityjet flog am 3. November 2020 von Dublin Richtung Spokane International Airport, wo sie zum Löschflugzeug umgebaut werden sollte. Cityjet setzte diese Flugzeuge während 27 Jahren ein, gemäß Angaben der Fluggesellschaft leisteten sie mehr als 475.000 Flüge und waren dabei rund 580.000 Stunden in der Luft. Der letzte Linienflug fand am 7. März 2020 für Aer Lingus von London City nach Dublin statt.
Cityjet setzte in der Vergangenheit folgende Flugzeugtypen ein:
- ATR 42
- ATR 72
- Avro RJ85
- BAe ATP
- Dornier 328
- Fokker 50
- Saab 2000
- Suchoi Superjet 100.[18]